# Kick Off Calcio a 5 Femminile
Il Kick Off è una società di calcio a 5 femminile con sede a San Donato Milanese, che attualmente milita in Serie A.

## Storia
Nel 2011 viene ammessa al neo-nato Campionato nazionale. Alla prima stagione le milanesi si fermeranno in semifinale play-off, conquistando però, per la prima volta, la Coppa Italia.
Nel 2019, a Faenza, arriva la seconda affermazione in Coppa Italia, questa volta ai danni della Lazio.

## Palmarès
- Coppa Italia: 2

2011-2012, 2018-2019
- Supercoppa Italiana: 1

2019